# Elymus yushuensis
Elymus yushuensis är en gräsart som först beskrevs av Lian Bing Cai, och fick sitt nu gällande namn av Shou Liang Chen och Guang Hua Zhu. Elymus yushuensis ingår i släktet elmar, och familjen gräs.
Artens utbredningsområde är Qinghai (Kina). Inga underarter finns listade i Catalogue of Life.